# Latynizm
Latynizm (od łac. latinus „łaciński”) – zapożyczenie z łaciny, zwykle w postaci wyrazu, frazy lub konstrukcji składniowej, rzadziej innego elementu (np. przyrostków typu -acja, -tor).
W językach współczesnych latynizmy i pseudolatynizmy (czyli wyrazy tworzone obecnie z wykorzystaniem morfemów łacińskich) są bardzo liczne i cechują się dużą produktywnością w międzynarodowej terminologii naukowej i technicznej.

## Latynizmy w języku polskim
Najwcześniejsze latynizmy polskie odnosiły się do terminologii kościelnej. Zapożyczenia spoza tego obszaru pojawiają się dopiero w XIV i XV wieku i są to przede wszystkim określenia lekarskie i botaniczne (np. kryształ, migdały), jak również związane ze szkołą i pracą umysłową (np. atrament, rejestr).
W XV i XVI wieku pojawiają się latynizmy z zakresu ustroju państwowego (np. akt), sądownictwa (np. apelacja), architektury (np. kolumna). Liczne nowe zapożyczenia tego typu – zarówno wyrazowe, jak i składniowe – zaobserwować można w XVII i XVIII wieku, co ma związek z rozpowszechnieniem się nauki szkolnej wśród młodzieży szlacheckiej. Mimo późniejszych prób usuwania latynizmów z języka polskiego ich liczbę ocenia się na wiele setek.
Przykładowe latynizmy występujące we współczesnym języku polskim:
- wyrazy: akcja, edukacja, mandat
- frazy: (warunek) sine qua non
- konstrukcje składniowe: wydaje się odgrywać ważną rolę (zamiast: wydaje się, że odgrywa ważną rolę), pod wpływem łacińskiej konstrukcji nominativus cum infinitivo.